# メルセデス・ベンツ・W165
メルセデス・ベンツ・W165 (Mercedes-Benz W165) は、メルセデス・ベンツが開発したヴォワチュレットレース用のレーシングカー。W165はその唯一の実戦となった1939年トリポリグランプリにおいて1-2フィニッシュでの優勝を記録した。このレースではヘルマン・ラングがチームメイトのルドルフ・カラツィオラを抑えて優勝を飾った。
W165はこの年のトリポリグランプリに参加することを目的として僅か６ヶ月で設計・開発された。北アフリカの高速サーキットで行われるトリポリグランプリは当時のモーターレーシングにおける重要なイベントの1つだったが、1939年のグランプリ開催に当たり主催者はルールを改正し、メルセデスやアウトウニオンの既存のマシンは参加不可能になった。これはドイツ勢の圧倒的な勝利を嫌い、代わりにアルファロメオやマセラティといったイタリアメーカーを優勝させるための試みだった。W165は第二次世界大戦後のレースに参加することは無かったが、スーパーチャージャー付 1.5L V8エンジンを搭載するこのマシンは1946年から1951年までの戦後のグランプリにもレギュレーション上は参戦可能だった。一方で1939年のトリポリグランプリにも参戦し、W165と対決したアルファロメオ・158は戦後間もない時期のグランプリにおける最も強力なマシンとなった。1938年から1939年までメルセデスのグランプリ・レーシングカーとして主に使用されたのは大排気量のW154であり、小排気量で活躍できるカテゴリーが限られるW165はこの1レースを最後に二度と使用されることはなかった 。
インディアナポリス・モーター・スピードウェイの当時のオーナー、トニー・ハルマンの招待を受けたカラツィオラは1946年のインディ500にW165で参加しようとしたが、スイスの税関がW165を国外に持ち出すことを許可しなかったため、カラツィオラの計画は実現しなかった。

## 記録

### 非選手権グランプリ
| 年   | レース             | サーキット         | ドライバー             | 結果 | カテゴリー       | レポート |
| ---- | ------------------ | ------------------ | ---------------------- | ---- | ---------------- | -------- |
| 1939 | トリポリグランプリ | メラハ・サーキット | ヘルマン・ラング       | 1    | ヴォワチュレット | 詳細     |
| 1939 | トリポリグランプリ | メラハ・サーキット | ルドルフ・カラツィオラ | 2    | ヴォワチュレット | 詳細     |